# Tour de Normandie 2015
La 35e édition du Tour de Normandie a eu lieu du 23 au 29 mars 2015. La course fait partie du calendrier UCI Europe Tour 2015 en catégorie 2.2.
Elle a été remportée par le Belge Dimitri Claeys (Verandas Willems), vainqueur de la deuxième étape, qui s'impose respectivement de six secondes devant le Britannique Alex Peters (SEG Racing) et neuf sur le Néo-Zélandais Thomas Scully (Madison Genesis).
Claeys remporte le classement par points, le Néerlandais Koen Bouwman (SEG Racing) gagne celui de la montagne et le Belge Tim Vanspeybroeck (3M) celui des points chauds. Peters termine meilleur jeune et la formation norvégienne Joker finit meilleure équipe.

## Présentation

### Équipes
Classé en catégorie 2.2 de l'UCI Europe Tour, le Tour de Normandie est par conséquent ouvert aux équipes continentales professionnelles françaises, aux équipes continentales, aux équipes nationales et aux équipes régionales et de clubs.
Vingt-quatre équipes participent à ce Tour de Normandie - dix-neuf équipes continentales, une équipe nationale et quatre équipes régionales et de clubs :
| Équipes continentales | Équipes continentales | Équipes continentales |
| Nom de l'équipe       | Pays                  | Code                  |
| --------------------- | --------------------- | --------------------- |
| 3M                    | Belgique              | MMM                   |
| An Post-ChainReaction | Irlande               | SKT                   |
| Armée de Terre        | France                | ADT                   |
| AWT-Greenway          | Tchéquie              | AWT                   |
| Itera-Katusha         | Russie                | TIK                   |
| JLT Condor            | Royaume-Uni           | JLT                   |
| Join-S-De Rijke       | Pays-Bas              | RIJ                   |
| Joker                 | Norvège               | TJO                   |
| Kinan                 | Japon                 | KIN                   |
| Leopard Development   | Luxembourg            | LDT                   |
| Madison Genesis       | Royaume-Uni           | MGT                   |
| MLP Bergstrasse       | Allemagne             | TBJ                   |
| Rabobank Development  | Pays-Bas              | RDT                   |
| Riwal Platform        | Danemark              | RIW                   |
| Roth-Škoda            | Suisse                | ROT                   |
| SEG Racing            | Pays-Bas              | SEG                   |
| Sparebanken Sør       | Norvège               | TSS                   |
| Verandas Willems      | Belgique              | WIL                   |
| Wiggins               | Royaume-Uni           | WGN                   |

| Équipe nationale                     | Équipe nationale | Équipe nationale |
| Nom de l'équipe                      | Pays             | Code             |
| ------------------------------------ | ---------------- | ---------------- |
| Équipe nationale d'Allemagne espoirs | Allemagne        | GER              |

| Équipes régionales et de clubs | Équipes régionales et de clubs | Équipes régionales et de clubs |
| Nom de l'équipe                | Pays                           | Code                           |
| ------------------------------ | ------------------------------ | ------------------------------ |
| BMC Development                | États-Unis                     | BMD                            |
| Lotto-Soudal U23               | Belgique                       | LTU                            |
| VC Rouen 76                    | France                         | VCR                            |
| Vendée U                       | France                         | VEN                            |

### Règlement de la course

#### Primes
Les prix sont attribués suivant le barème de l'UCI,.
| Position           | 1er     | 2e      | 3e    | 4e    | 5e    | 6e    | 7e    | 8e    | 9e    | 10e à 20e |
| Classement général | 2 105 € | 1 055 € | 525 € | 265 € | 210 € | 158 € | 158 € | 107 € | 107 € | 50 €      |
| Par étape          | 1 205 € | 600 €   | 300 € | 150 € | 120 € | 90 €  | 90 €  | 60 €  | 60 €  | 30 €      |
| Par demi-étape     | 900 €   | 455 €   | 225 € | 115 € | 90 €  | 68 €  | 68 €  | 47 €  | 47 €  | 20 €      |

## Étapes
| Étape     | Date    | Villes étapes                 |                 | Distance (km) | Vainqueur d’étape | Leader du classement général |
| --------- | ------- | ----------------------------- | --------------- | ------------- | ----------------- | ---------------------------- |
| Prologue  | 23 mars | Saint-Lô - Saint-Lô           | Prologue        | 3,6           | Tom Bohli         | Tom Bohli                    |
| 1re étape | 24 mars | Colombelles - Forges-les-Eaux | Étape de plaine | 207           | Lucas Destang     | Tom Bohli                    |
| 2e étape  | 25 mars | Duclair - Elbeuf              | Étape de plaine | 166,5         | Dimitri Claeys    | Dimitri Claeys               |
| 3e étape  | 26 mars | Elbeuf - Argentan             | Étape de plaine | 162,5         | Daniel Hoelgaard  | Dimitri Claeys               |
| 4e étape  | 27 mars | L'Aigle - Bagnoles-de-l'Orne  | Étape vallonnée | 168,5         | Nicolas Vereecken | Dimitri Claeys               |
| 5e étape  | 28 mars | Carentan - Martinvast         | Étape de plaine | 170           | Bjørn Tore Hoem   | Alex Peters                  |
| 6e étape  | 29 mars | Torigni-sur-Vire - Caen       | Étape de plaine | 155           | Floris Gerts      | Dimitri Claeys               |

## Déroulement de la course

### Prologue
| Classement de l'étape | Classement de l'étape | Classement de l'étape | Classement de l'étape | Classement de l'étape |
|                       | Coureur               | Pays                  | Équipe                | Temps                 |
| --------------------- | --------------------- | --------------------- | --------------------- | --------------------- |
| 1er                   | Tom Bohli             | Suisse                | BMC Development       | en 5 min 1 s          |
| 2e                    | Thomas Scully         | Nouvelle-Zélande      | Madison Genesis       | + 2 s                 |
| 3e                    | Olivier Pardini       | Belgique              | Verandas Willems      | + 2 s                 |
| 4e                    | Jan Dieteren          | Allemagne             | Leopard Development   | + 3 s                 |
| 5e                    | Nathan Van Hooydonck  | Belgique              | BMC Development       | + 4 s                 |
| 6e                    | Dimitri Claeys        | Belgique              | Verandas Willems      | + 4 s                 |
| 7e                    | Théry Schir           | Suisse                | BMC Development       | + 5 s                 |
| 8e                    | Kristian Haugaard     | Norvège               | Leopard Development   | + 6 s                 |
| 9e                    | Daniel Hoelgaard      | Norvège               | Joker                 | + 6 s                 |
| 10e                   | Dylan Kowalski        | France                | VC Rouen 76           | + 7 s                 |
| modifier              |                       |                       |                       |                       |

| Classement général | Classement général   | Classement général | Classement général  | Classement général |
|                    | Coureur              | Pays               | Équipe              | Temps              |
| ------------------ | -------------------- | ------------------ | ------------------- | ------------------ |
| 1er                | Tom Bohli            | Suisse             | BMC Development     | en 5 min 1 s       |
| 2e                 | Thomas Scully        | Nouvelle-Zélande   | Madison Genesis     | + 2 s              |
| 3e                 | Olivier Pardini      | Belgique           | Verandas Willems    | + 2 s              |
| 4e                 | Jan Dieteren         | Allemagne          | Leopard Development | + 3 s              |
| 5e                 | Nathan Van Hooydonck | Belgique           | BMC Development     | + 4 s              |
| 6e                 | Dimitri Claeys       | Belgique           | Verandas Willems    | + 4 s              |
| 7e                 | Théry Schir          | Suisse             | BMC Development     | + 5 s              |
| 8e                 | Kristian Haugaard    | Norvège            | Leopard Development | + 6 s              |
| 9e                 | Daniel Hoelgaard     | Norvège            | Joker               | + 6 s              |
| 10e                | Dylan Kowalski       | France             | VC Rouen 76         | + 7 s              |
| modifier           |                      |                    |                     |                    |

### 1reétape
| Classement de l'étape | Classement de l'étape | Classement de l'étape | Classement de l'étape                | Classement de l'étape |
|                       | Coureur               | Pays                  | Équipe                               | Temps                 |
| --------------------- | --------------------- | --------------------- | ------------------------------------ | --------------------- |
| 1er                   | Lucas Destang         | France                | Vendée U                             | en 5 h 8 min 19 s     |
| 2e                    | Pascal Ackermann      | Allemagne             | Équipe nationale d'Allemagne espoirs | m.t                   |
| 3e                    | Joeri Calleeuw        | Belgique              | Verandas Willems                     | m.t                   |
| 4e                    | Jordan Levasseur      | France                | Armée de Terre                       | m.t                   |
| 5e                    | Alexis Carlin         | France                | VC Rouen 76                          | m.t                   |
| 6e                    | Fridtjof Røinås       | Norvège               | Sparebanken Sør                      | m.t                   |
| 7e                    | Owain Doull           | Royaume-Uni           | Wiggins                              | m.t                   |
| 8e                    | Tim Vanspeybroeck     | Belgique              | 3M                                   | m.t                   |
| 9e                    | Wouter Mol            | Pays-Bas              | Join-S-De Rijke                      | m.t                   |
| 10e                   | Oskar Nisu            | Estonie               | VC Rouen 76                          | m.t                   |
| modifier              |                       |                       |                                      |                       |

| Classement général | Classement général   | Classement général | Classement général  | Classement général |
|                    | Coureur              | Pays               | Équipe              | Temps              |
| ------------------ | -------------------- | ------------------ | ------------------- | ------------------ |
| 1er                | Tom Bohli            | Suisse             | BMC Development     | en 5 h 13 min 20 s |
| 2e                 | Thomas Scully        | Nouvelle-Zélande   | Madison Genesis     | + 2 s              |
| 3e                 | Olivier Pardini      | Belgique           | Verandas Willems    | + 2 s              |
| 4e                 | Lucas Destang        | France             | Vendée U            | + 2 s              |
| 5e                 | Jan Dieteren         | Allemagne          | Leopard Development | + 3 s              |
| 6e                 | Nathan Van Hooydonck | Belgique           | BMC Development     | + 4 s              |
| 7e                 | Dimitri Claeys       | Belgique           | Verandas Willems    | + 4 s              |
| 8e                 | Théry Schir          | Suisse             | BMC Development     | + 5 s              |
| 9e                 | Daniel Hoelgaard     | Norvège            | Joker               | + 6 s              |
| 10e                | Dylan Kowalski       | France             | VC Rouen 76         | + 7 s              |
| modifier           |                      |                    |                     |                    |

### 2eétape
| Classement de l'étape | Classement de l'étape | Classement de l'étape | Classement de l'étape | Classement de l'étape |
|                       | Coureur               | Pays                  | Équipe                | Temps                 |
| --------------------- | --------------------- | --------------------- | --------------------- | --------------------- |
| 1er                   | Dimitri Claeys        | Belgique              | Verandas Willems      | en 3 h 51 min 47 s    |
| 2e                    | Alex Peters           | Royaume-Uni           | SEG Racing            | + 1 s                 |
| 3e                    | Daniel Hoelgaard      | Norvège               | Joker                 | + 8 s                 |
| 4e                    | Lukas Jaun            | Suisse                | Roth-Škoda            | + 8 s                 |
| 5e                    | Aidis Kruopis         | Lituanie              | An Post-ChainReaction | + 8 s                 |
| 6e                    | Yoeri Havik           | Pays-Bas              | SEG Racing            | + 8 s                 |
| 7e                    | Jasper Bovenhuis      | Pays-Bas              | SEG Racing            | + 8 s                 |
| 8e                    | Andrew Tennant        | Royaume-Uni           | Wiggins               | + 8 s                 |
| 9e                    | Alberto Cecchin       | Italie                | Roth-Škoda            | + 8 s                 |
| 10e                   | Olivier Pardini       | Belgique              | Verandas Willems      | + 8 s                 |
| modifier              |                       |                       |                       |                       |

| Classement général | Classement général   | Classement général | Classement général  | Classement général |
|                    | Coureur              | Pays               | Équipe              | Temps              |
| ------------------ | -------------------- | ------------------ | ------------------- | ------------------ |
| 1er                | Dimitri Claeys       | Belgique           | Verandas Willems    | en 9 h 5 min 1 s   |
| 2e                 | Tom Bohli            | Suisse             | BMC Development     | + 14 s             |
| 3e                 | Thomas Scully        | Nouvelle-Zélande   | Madison Genesis     | + 16 s             |
| 4e                 | Olivier Pardini      | Belgique           | Verandas Willems    | + 16 s             |
| 5e                 | Lucas Destang        | France             | Vendée U            | + 16 s             |
| 6e                 | Daniel Hoelgaard     | Norvège            | Joker               | + 16 s             |
| 7e                 | Alex Peters          | Royaume-Uni        | SEG Racing          | + 17 s             |
| 8e                 | Jan Dieteren         | Allemagne          | Leopard Development | + 17 s             |
| 9e                 | Nathan Van Hooydonck | Belgique           | BMC Development     | + 18 s             |
| 10e                | Stef Van Zummeren    | Belgique           | Verandas Willems    | + 19 s             |
| modifier           |                      |                    |                     |                    |

### 3eétape
| Classement de l'étape | Classement de l'étape | Classement de l'étape | Classement de l'étape | Classement de l'étape |
|                       | Coureur               | Pays                  | Équipe                | Temps                 |
| --------------------- | --------------------- | --------------------- | --------------------- | --------------------- |
| 1er                   | Daniel Hoelgaard      | Norvège               | Joker                 | en 4 h 2 min 55 s     |
| 2e                    | Coen Vermeltfoort     | Pays-Bas              | Join-S-De Rijke       | m.t                   |
| 3e                    | Aidis Kruopis         | Lituanie              | An Post-ChainReaction | m.t                   |
| 4e                    | Nicolas Vereecken     | Belgique              | 3M                    | m.t                   |
| 5e                    | Dylan Kowalski        | France                | VC Rouen 76           | m.t                   |
| 6e                    | Kenneth Van Rooy      | Belgique              | Lotto-Soudal U23      | m.t                   |
| 7e                    | Alberto Cecchin       | Italie                | Roth-Škoda            | m.t                   |
| 8e                    | Yoeri Havik           | Pays-Bas              | SEG Racing            | m.t                   |
| 9e                    | Vegard Stake Laengen  | Norvège               | Joker                 | m.t                   |
| 10e                   | Merijn Korevaar       | Pays-Bas              | Rabobank Development  | m.t                   |
| modifier              |                       |                       |                       |                       |

| Classement général | Classement général   | Classement général | Classement général  | Classement général |
|                    | Coureur              | Pays               | Équipe              | Temps              |
| ------------------ | -------------------- | ------------------ | ------------------- | ------------------ |
| 1er                | Dimitri Claeys       | Belgique           | Verandas Willems    | en 13 h 7 min 56 s |
| 2e                 | Daniel Hoelgaard     | Norvège            | Joker               | + 6 s              |
| 3e                 | Tom Bohli            | Suisse             | BMC Development     | + 12 s             |
| 4e                 | Thomas Scully        | Nouvelle-Zélande   | Madison Genesis     | + 13 s             |
| 5e                 | Nathan Van Hooydonck | Belgique           | BMC Development     | + 15 s             |
| 6e                 | Olivier Pardini      | Belgique           | Verandas Willems    | + 16 s             |
| 7e                 | Jan Dieteren         | Allemagne          | Leopard Development | + 16 s             |
| 8e                 | Alex Peters          | Royaume-Uni        | SEG Racing          | + 17 s             |
| 9e                 | Stef Van Zummeren    | Belgique           | Verandas Willems    | + 19 s             |
| 10e                | Théry Schir          | Suisse             | BMC Development     | + 19 s             |
| modifier           |                      |                    |                     |                    |

### 4eétape
| Classement de l'étape | Classement de l'étape | Classement de l'étape | Classement de l'étape | Classement de l'étape |
|                       | Coureur               | Pays                  | Équipe                | Temps                 |
| --------------------- | --------------------- | --------------------- | --------------------- | --------------------- |
| 1er                   | Nicolas Vereecken     | Belgique              | 3M                    | en 4 h 6 min 59 s     |
| 2e                    | Jérémy Cornu          | France                | Vendée U              | + 0 s                 |
| 3e                    | Owain Doull           | Royaume-Uni           | Wiggins               | + 0 s                 |
| 4e                    | Tom Bohli             | Suisse                | BMC Development       | + 2 s                 |
| 5e                    | Dylan Kowalski        | France                | VC Rouen 76           | + 2 s                 |
| 6e                    | Xandro Meurisse       | Belgique              | An Post-ChainReaction | + 2 s                 |
| 7e                    | Thomas Scully         | Nouvelle-Zélande      | Madison Genesis       | + 2 s                 |
| 8e                    | Floris Gerts          | Pays-Bas              | BMC Development       | + 2 s                 |
| 9e                    | Kenneth Van Rooy      | Belgique              | Lotto-Soudal U23      | + 2 s                 |
| 10e                   | Olivier Pardini       | Belgique              | Verandas Willems      | + 2 s                 |
| modifier              |                       |                       |                       |                       |

| Classement général | Classement général   | Classement général | Classement général  | Classement général |
|                    | Coureur              | Pays               | Équipe              | Temps              |
| ------------------ | -------------------- | ------------------ | ------------------- | ------------------ |
| 1er                | Dimitri Claeys       | Belgique           | Verandas Willems    | en 17 h 15 min 0 s |
| 2e                 | Daniel Hoelgaard     | Norvège            | Joker               | + 7 s              |
| 3e                 | Tom Bohli            | Suisse             | BMC Development     | + 9 s              |
| 4e                 | Thomas Scully        | Nouvelle-Zélande   | Madison Genesis     | + 10 s             |
| 5e                 | Nicolas Vereecken    | Belgique           | 3M                  | + 10 s             |
| 6e                 | Jérémy Cornu         | France             | Vendée U            | + 10 s             |
| 7e                 | Nathan Van Hooydonck | Belgique           | BMC Development     | + 12 s             |
| 8e                 | Olivier Pardini      | Belgique           | Verandas Willems    | + 13 s             |
| 9e                 | Owain Doull          | Royaume-Uni        | Wiggins             | + 15 s             |
| 10e                | Jan Dieteren         | Allemagne          | Leopard Development | + 17 s             |
| modifier           |                      |                    |                     |                    |

### 5eétape
| Classement de l'étape | Classement de l'étape | Classement de l'étape | Classement de l'étape | Classement de l'étape |
|                       | Coureur               | Pays                  | Équipe                | Temps                 |
| --------------------- | --------------------- | --------------------- | --------------------- | --------------------- |
| 1er                   | Bjørn Tore Hoem       | Norvège               | Joker                 | en 4 h 13 min 10 s    |
| 2e                    | Alex Peters           | Royaume-Uni           | SEG Racing            | + 0 s                 |
| 3e                    | Thomas Scully         | Nouvelle-Zélande      | Madison Genesis       | + 11 s                |
| 4e                    | Nicolas Vereecken     | Belgique              | 3M                    | + 12 s                |
| 5e                    | Dimitri Claeys        | Belgique              | Verandas Willems      | + 12 s                |
| 6e                    | Lukas Jaun            | Suisse                | Roth-Škoda            | + 12 s                |
| 7e                    | Fridtjof Røinås       | Norvège               | Sparebanken Sør       | + 12 s                |
| 8e                    | Joeri Calleeuw        | Belgique              | Verandas Willems      | + 12 s                |
| 9e                    | Kenneth Van Rooy      | Belgique              | Lotto-Soudal U23      | + 12 s                |
| 10e                   | Iván García           | Espagne               | AWT-Greenway          | + 12 s                |
| modifier              |                       |                       |                       |                       |

| Classement général | Classement général   | Classement général | Classement général | Classement général  |
|                    | Coureur              | Pays               | Équipe             | Temps               |
| ------------------ | -------------------- | ------------------ | ------------------ | ------------------- |
| 1er                | Alex Peters          | Royaume-Uni        | SEG Racing         | en 21 h 28 min 22 s |
| 2e                 | Dimitri Claeys       | Belgique           | Verandas Willems   | + 0 s               |
| 3e                 | Thomas Scully        | Nouvelle-Zélande   | Madison Genesis    | + 5 s               |
| 4e                 | Daniel Hoelgaard     | Norvège            | Joker              | + 7 s               |
| 5e                 | Tom Bohli            | Suisse             | BMC Development    | + 9 s               |
| 6e                 | Nicolas Vereecken    | Belgique           | 3M                 | + 10 s              |
| 7e                 | Jérémy Cornu         | France             | Vendée U           | + 10 s              |
| 8e                 | Nathan Van Hooydonck | Belgique           | BMC Development    | + 12 s              |
| 9e                 | Kobus Hereijgers     | Pays-Bas           | Join-S-De Rijke    | + 12 s              |
| 10e                | Olivier Pardini      | Belgique           | Verandas Willems   | + 13 s              |
| modifier           |                      |                    |                    |                     |

### 6eétape
| Classement de l'étape | Classement de l'étape | Classement de l'étape | Classement de l'étape | Classement de l'étape |
|                       | Coureur               | Pays                  | Équipe                | Temps                 |
| --------------------- | --------------------- | --------------------- | --------------------- | --------------------- |
| 1er                   | Floris Gerts          | Pays-Bas              | BMC Development       | en 3 h 35 min 6 s     |
| 2e                    | Dimitri Claeys        | Belgique              | Verandas Willems      | + 5 s                 |
| 3e                    | Coen Vermeltfoort     | Pays-Bas              | Join-S-De Rijke       | + 5 s                 |
| 4e                    | Daniel Hoelgaard      | Norvège               | Joker                 | + 5 s                 |
| 5e                    | Tom Bohli             | Suisse                | BMC Development       | + 5 s                 |
| 6e                    | Alberto Cecchin       | Italie                | Roth-Škoda            | + 5 s                 |
| 7e                    | Kenneth Van Rooy      | Belgique              | Lotto-Soudal U23      | + 5 s                 |
| 8e                    | Owain Doull           | Royaume-Uni           | Wiggins               | + 5 s                 |
| 9e                    | Iván García           | Espagne               | AWT-Greenway          | + 5 s                 |
| 10e                   | Joeri Calleeuw        | Belgique              | Verandas Willems      | + 5 s                 |
| modifier              |                       |                       |                       |                       |

## Classements finals

### Classement général final
| Classement général final | Classement général final | Classement général final | Classement général final | Classement général final |
|                          | Coureur                  | Pays                     | Équipe                   | Temps                    |
| ------------------------ | ------------------------ | ------------------------ | ------------------------ | ------------------------ |
| 1er                      | Dimitri Claeys           | Belgique                 | Verandas Willems         | en 25 h 3 min 27 s       |
| 2e                       | Alex Peters              | Royaume-Uni              | SEG Racing               | + 6 s                    |
| 3e                       | Thomas Scully            | Nouvelle-Zélande         | Madison Genesis          | + 9 s                    |
| 4e                       | Daniel Hoelgaard         | Norvège                  | Joker                    | + 13 s                   |
| 5e                       | Jérémy Cornu             | France                   | Vendée U                 | + 13 s                   |
| 6e                       | Tom Bohli                | Suisse                   | BMC Development          | + 15 s                   |
| 7e                       | Nicolas Vereecken        | Belgique                 | 3M                       | + 16 s                   |
| 8e                       | Olivier Pardini          | Belgique                 | Verandas Willems         | + 19 s                   |
| 9e                       | Floris Gerts             | Pays-Bas                 | BMC Development          | + 20 s                   |
| 10e                      | Owain Doull              | Royaume-Uni              | Wiggins                  | + 21 s                   |
| modifier                 |                          |                          |                          |                          |

### Classements annexes
| Classement par points | Classement par points | Classement par points | Classement par points | Classement par points |
| --------------------- | --------------------- | --------------------- | --------------------- | --------------------- |
|                       | Coureur               | Pays                  | Équipe                | Point(s)              |
| 1er                   | Dimitri Claeys        | Belgique              | Verandas Willems      | 60 points             |
| 2e                    | Nicolas Vereecken     | Belgique              | 3M                    | 58 pts                |
| 3e                    | Daniel Hoelgaard      | Norvège               | Joker                 | 57 pts                |
| modifier              |                       |                       |                       |                       |

| Classement de la montagne | Classement de la montagne | Classement de la montagne | Classement de la montagne | Classement de la montagne |
| ------------------------- | ------------------------- | ------------------------- | ------------------------- | ------------------------- |
|                           | Coureur                   | Pays                      | Équipe                    | Point(s)                  |
| 1er                       | Koen Bouwman              | Pays-Bas                  | SEG Racing                | 25 points                 |
| 2e                        | David Rivière             | France                    | Vendée U                  | 18 pts                    |
| 3e                        | Michael Northey           | Nouvelle-Zélande          | Madison Genesis           | 17 pts                    |
| modifier                  |                           |                           |                           |                           |

| Classement des points chauds | Classement des points chauds | Classement des points chauds | Classement des points chauds | Classement des points chauds |
| ---------------------------- | ---------------------------- | ---------------------------- | ---------------------------- | ---------------------------- |
|                              | Coureur                      | Pays                         | Équipe                       | Point(s)                     |
| 1er                          | Tim Vanspeybroeck            | Belgique                     | 3M                           | 16 points                    |
| 2e                           | Connor McConvey              | Irlande                      | 3M                           | 9 pts                        |
| 3e                           | Koen Bouwman                 | Pays-Bas                     | SEG Racing                   | 7 pts                        |
| modifier                     |                              |                              |                              |                              |

| Classement du meilleur jeune | Classement du meilleur jeune | Classement du meilleur jeune | Classement du meilleur jeune | Classement du meilleur jeune |
|                              | Coureur                      | Pays                         | Équipe                       | Temps                        |
| ---------------------------- | ---------------------------- | ---------------------------- | ---------------------------- | ---------------------------- |
| 1er                          | Alex Peters                  | Royaume-Uni                  | SEG Racing                   | en 25 h 3 min 33 s           |
| 2e                           | Daniel Hoelgaard             | Norvège                      | Joker                        | + 7 s                        |
| 3e                           | Jérémy Cornu                 | France                       | Vendée U                     | + 7 s                        |
| modifier                     |                              |                              |                              |                              |

| \| Classement par équipes[7] \| Classement par équipes[7] \| Classement par équipes[7] \| Classement par équipes[7] \| \| \| Équipe \| Pays \| Temps \| \| ------------------------- \| ------------------------- \| ------------------------- \| ------------------------- \| \| 1re \| Joker \| Norvège \| en 75 h 11 min 36 s \| \| 2e \| Wiggins \| Royaume-Uni \| + 22 s \| \| 3e \| Madison Genesis \| Royaume-Uni \| + 46 s \| \| modifier \| \| \| \| |                 |             |                     |
| Classement par équipes |                 |             |                     |
| | Équipe          | Pays        | Temps               |
| 1re | Joker           | Norvège     | en 75 h 11 min 36 s |
| 2e | Wiggins         | Royaume-Uni | + 22 s              |
| 3e | Madison Genesis | Royaume-Uni | + 46 s              |
| modifier |                 |             |                     |

### UCI Europe Tour
Ce Tour de Normandie attribue des points pour l'UCI Europe Tour 2015, par équipes seulement aux coureurs des équipes continentales professionnelles et continentales, individuellement à tous les coureurs sauf ceux faisant partie d'une équipe ayant un label WorldTeam.
| Position,          | 1er | 2e | 3e | 4e | 5e | 6e | 7e | 8e |
| Classement général | 40  | 30 | 16 | 12 | 10 | 8  | 6  | 3  |
| Par étape          | 8   | 5  | 2  |    |    |    |    |    |
| Leader, par étape  | 4   |    |    |    |    |    |    |    |

| Cycliste          | Équipe                               | Général | Étape | Leader | Total |
| ----------------- | ------------------------------------ | ------- | ----- | ------ | ----- |
| Dimitri Claeys    | Verandas Willems                     | 40      | 13    | 12     | 65    |
| Alex Peters       | SEG Racing                           | 30      | 10    | 4      | 44    |
| Tom Bohli         | BMC Development                      | 8       | 8     | 8      | 24    |
| Thomas Scully     | Madison Genesis                      | 16      | 7     | -      | 23    |
| Daniel Hoelgaard  | Joker                                | 12      | 10    | -      | 22    |
| Jérémy Cornu      | Vendée U                             | 10      | 5     | -      | 15    |
| Nicolas Vereecken | 3M                                   | 6       | 8     | -      | 14    |
| Lucas Destang     | Vendée U                             | -       | 8     | -      | 8     |
| Floris Gerts      | BMC Development                      | -       | 8     | -      | 8     |
| Bjørn Tore Hoem   | Joker                                | -       | 8     | -      | 8     |
| Coen Vermeltfoort | Join-S-De Rijke                      | -       | 7     | -      | 7     |
| Pascal Ackermann  | Équipe nationale d'Allemagne espoirs | -       | 5     | -      | 5     |
| Olivier Pardini   | Verandas Willems                     | 3       | 2     | -      | 5     |
| Joeri Calleeuw    | Verandas Willems                     | -       | 2     | -      | 2     |
| Owain Doull       | Wiggins                              | -       | 2     | -      | 2     |
| Aidis Kruopis     | An Post-ChainReaction                | -       | 2     | -      | 2     |

## Évolution des classements
| Étape              | Vainqueur          | Classement général | Classement par points | Classement de la montagne | Classement des points chauds | Classement du meilleur jeune | Classement par équipes |
| ------------------ | ------------------ | ------------------ | --------------------- | ------------------------- | ---------------------------- | ---------------------------- | ---------------------- |
| P                  | Tom Bohli          | Tom Bohli          | Tom Bohli             | David Rivière             | Non décerné                  | Tom Bohli                    | BMC Development        |
| 1                  | Lucas Destang      | Tom Bohli          | Lucas Destang         | Maximilian Schachmann     | Maximilian Schachmann        | Tom Bohli                    | BMC Development        |
| 2                  | Dimitri Claeys     | Dimitri Claeys     | Dimitri Claeys        | Koen Bouwman              | Maximilian Schachmann        | Tom Bohli                    | Verandas Willems       |
| 3                  | Daniel Hoelgaard   | Dimitri Claeys     | Daniel Hoelgaard      | Koen Bouwman              | Maximilian Schachmann        | Daniel Hoelgaard             | Verandas Willems       |
| 4                  | Nicolas Vereecken  | Dimitri Claeys     | Daniel Hoelgaard      | Koen Bouwman              | Maximilian Schachmann        | Daniel Hoelgaard             | BMC Development        |
| 5                  | Bjørn Tore Hoem    | Alex Peters        | Nicolas Vereecken     | Koen Bouwman              | Tim Vanspeybroeck            | Alex Peters                  | BMC Development        |
| 6                  | Floris Gerts       | Dimitri Claeys     | Dimitri Claeys        | Koen Bouwman              | Tim Vanspeybroeck            | Alex Peters                  | Joker                  |
| Classements finals | Classements finals | Dimitri Claeys     | Dimitri Claeys        | Koen Bouwman              | Tim Vanspeybroeck            | Alex Peters                  | Joker                  |

## Liste des participants
- Liste de départ complète

| Légende                                | Légende                                                                                                  | Légende                                | Légende                                                                                                  |
| -------------------------------------- | --- | -------------------------------------- | --- |
| Num                                    | Dossard de départ porté par le coureur sur ce Tour de Normandie                                          | Pos                                    | Position finale au classement général                                                                    |
| Leader du classement général           | Indique le vainqueur du classement général                                                               | Leader du classement par points        | Indique le vainqueur du classement par points                                                            |
| Leader du classement de la montagne    | Indique le vainqueur du classement de la montagne                                                        | Leader du classement des points chauds | Indique le vainqueur du classement des points chauds                                                     |
| Leader du classement du meilleur jeune | Indique le vainqueur du classement du meilleur jeune                                                     |                                        | Indique un maillot de champion national ou mondial, suivi de sa spécialité                               |
| #                                      | Indique la meilleure équipe                                                                              | NP                                     | Indique un coureur qui n'a pas pris le départ d'une étape, suivi du numéro de l'étape où il s'est retiré |
| AB                                     | Indique un coureur qui n'a pas terminé une étape, suivi du numéro de l'étape où il s'est retiré          | HD                                     | Indique un coureur qui a terminé une étape hors des délais, suivi du numéro de l'étape                   |
| *                                      | Indique un coureur en lice pour le classement du meilleur jeune (coureurs nés après le 1er janvier 1991) |                                        | |

| BMC Development BMD   | BMC Development BMD         | BMC Development BMD |
| --------------------- | --------------------------- | ------------------- |
| Num                   | Coureur                     | Pos                 |
| 1                     | Tom Bohli (SUI)*            | 6e                  |
| 2                     | Théry Schir (SUI)*          | AB-4                |
| 3                     | Tyler Williams (USA)*       | NP-4                |
| 4                     | Floris Gerts (NED)*         | 9e                  |
| 5                     | Nathan Van Hooydonck (BEL)* | AB-6                |
| 6                     | Bas Tietema (NED)*          | AB-4                |
| Directeur sportif : ? |                             |                     |

| Wiggins WGN           | Wiggins WGN                | Wiggins WGN |
| --------------------- | -------------------------- | ----------- |
| Num                   | Coureur                    | Pos         |
| 11                    | Jonathan Dibben (GBR)*     | AB-5        |
| 12                    | Andrew Tennant (GBR)       | 17e         |
| 13                    | Daniel Patten (GBR)        | AB-6        |
| 14                    | Christopher Lawless (GBR)* | AB-5        |
| 15                    | Mark Christian (GBR)       | 18e         |
| 16                    | Owain Doull (GBR)*         | 10e         |
| Directeur sportif : ? |                            |             |

| Rabobank Development RDT | Rabobank Development RDT | Rabobank Development RDT |
| ------------------------ | ------------------------ | ------------------------ |
| Num                      | Coureur                  | Pos                      |
| 21                       | Peter Lenderink (NED)*   | 28e                      |
| 22                       | Piotr Havik (NED)*       | NP-4                     |
| 23                       | Lennard Hofstede (NED)*  | AB-5                     |
| 24                       | Martijn Tusveld (NED)*   | NP-4                     |
| 25                       | Merijn Korevaar (NED)*   | HD-4                     |
| 26                       | Maarten van Trijp (NED)* | AB-3                     |
| Directeur sportif : ?    |                          |                          |

| Leopard Development LDT | Leopard Development LDT  | Leopard Development LDT |
| ----------------------- | ------------------------ | ----------------------- |
| Num                     | Coureur                  | Pos                     |
| 31                      | Jan Dieteren (GER)*      | NP-6                    |
| 32                      | Kristian Haugaard (DEN)* | AB-5                    |
| 33                      | Alexander Krieger (GER)* | AB-6                    |
| 34                      | Matthias Plarre (GER)*   | AB-3                    |
| 35                      | Pit Schlechter (LUX)     | AB-5                    |
| 36                      | Laurent Vanden Bak (BEL) | NP-6                    |
| Directeur sportif : ?   |                          |                         |

| Riwal Platform RIW    | Riwal Platform RIW           | Riwal Platform RIW |
| --------------------- | ---------------------------- | ------------------ |
| Num                   | Coureur                      | Pos                |
| 41                    | Martin Herbæk Grøn (DEN)*    | AB-6               |
| 42                    | Nicolai Brøchner (DEN)*      | AB-6               |
| 43                    | Emil Bækhøj Halvorsen (DEN)* | AB-6               |
| 44                    | Mads Christensen (DEN)       | AB-6               |
| 45                    | Casper von Folsach (DEN)*    | HD-4               |
| 46                    | Rasmus Mygind (DEN)          | 45e                |
| Directeur sportif : ? |                              |                    |

| Armée de Terre ADT    | Armée de Terre ADT      | Armée de Terre ADT |
| --------------------- | ----------------------- | ------------------ |
| Num                   | Coureur                 | Pos                |
| 51                    | Benoît Sinner (FRA)     | NP-4               |
| 52                    | Alexis Bodiot (FRA)     | AB-6               |
| 53                    | Fabien Canal (FRA)      | 40e                |
| 54                    | Julien Gonnet (FRA)     | 65e                |
| 55                    | Jordan Levasseur (FRA)* | AB-6               |
| 56                    | Étienne Tortelier (FRA) | AB-6               |
| Directeur sportif : ? |                         |                    |

| Itera-Katusha TIK     | Itera-Katusha TIK        | Itera-Katusha TIK |
| --------------------- | ------------------------ | ----------------- |
| Num                   | Coureur                  | Pos               |
| 61                    | Denis Borovik (RUS)*     | AB-5              |
| 62                    | Sergei Rozin (RUS)*      | AB-5              |
| 63                    | Danil Nemykin (RUS)*     | AB-6              |
| 64                    | Andrey Lukonin (RUS)*    | AB-5              |
| 65                    | Evgenii Krivosheev (RUS) | 39e               |
| 66                    | Denis Zhujkov (RUS)*     | 33e               |
| Directeur sportif : ? |                          |                   |

| VC Rouen 76 VCR       | VC Rouen 76 VCR         | VC Rouen 76 VCR |
| --------------------- | ----------------------- | --------------- |
| Num                   | Coureur                 | Pos             |
| 71                    | Dylan Kowalski (FRA)*   | AB-5            |
| 72                    | Oskar Nisu (EST)*       | 66e             |
| 73                    | Arnaud Descamps (FRA)*  | AB-6            |
| 74                    | Christopher Piry (FRA)* | 52e             |
| 75                    | Alexis Carlin (FRA)*    | NP-6            |
| 76                    |                         |                 |
| Directeur sportif : ? |                         |                 |

| AWT-Greenway AWT      | AWT-Greenway AWT                | AWT-Greenway AWT |
| --------------------- | ------------------------------- | ---------------- |
| Num                   | Coureur                         | Pos              |
| 81                    | Alexis Guérin (FRA)*            | NP-5             |
| 82                    | Maximilian Schachmann (GER)*    | NP-5             |
| 83                    | Przemysław Kasperkiewicz (POL)* | 58e              |
| 84                    | Erik Baška (SVK)*               | 62e              |
| 85                    | Jakub Novák (CZE)               | AB-1             |
| 86                    | Iván García (ESP)*              | 31e              |
| Directeur sportif : ? |                                 |                  |

| SEG Racing SEG        | SEG Racing SEG            | SEG Racing SEG |
| --------------------- | ------------------------- | -------------- |
| Num                   | Coureur                   | Pos            |
| 91                    | Yoeri Havik (NED)*        | 48e            |
| 92                    | Jasper Bovenhuis (NED)*   | AB-5           |
| 93                    | Koen Bouwman (NED)*       | 13e            |
| 94                    | Alex Peters (GBR)*        | 2e             |
| 95                    | Ricardo van Dongen (NED)* | 59e            |
| 96                    | Davy Gunst (NED)*         | 29e            |
| Directeur sportif : ? |                           |                |

| Vendée U VEN          | Vendée U VEN              | Vendée U VEN |
| --------------------- | ------------------------- | ------------ |
| Num                   | Coureur                   | Pos          |
| 101                   | Jérémy Cornu (FRA)*       | 5e           |
| 102                   | Lucas Destang (FRA)*      | AB-5         |
| 103                   | Charles Herbert (FRA)*    | 54e          |
| 104                   | Antoine Leplingard (FRA)* | 60e          |
| 105                   | Paul Ourselin (FRA)*      | 43e          |
| 106                   | David Rivière (FRA)*      | 38e          |
| Directeur sportif : ? |                           |              |

| Sparebanken Sør TSS   | Sparebanken Sør TSS         | Sparebanken Sør TSS |
| --------------------- | --------------------------- | ------------------- |
| Num                   | Coureur                     | Pos                 |
| 111                   | Vegard Robinson Bugge (NOR) | AB-5                |
| 112                   | Andreas Erland (NOR)*       | AB-6                |
| 113                   | Christian Kaggestad (NOR)*  | AB-1                |
| 114                   | Andreas Vangstad (NOR)*     | AB-6                |
| 115                   | Fridtjof Røinås (NOR)*      | 25e                 |
| 116                   | Kristian Aasvold (NOR)*     | AB-6                |
| Directeur sportif : ? |                             |                     |

| Équipe nationale d'Allemagne espoirs GER | Équipe nationale d'Allemagne espoirs GER | Équipe nationale d'Allemagne espoirs GER |
| ---------------------------------------- | ---------------------------------------- | ---------------------------------------- |
| Num                                      | Coureur                                  | Pos                                      |
| 121                                      | Michel Koch (GER)*                       | AB-6                                     |
| 122                                      | Jonas Koch (GER)*                        | 55e                                      |
| 123                                      | Mario Vogt (GER)*                        | AB-6                                     |
| 124                                      | Felix Intra (GER)*                       | AB-5                                     |
| 125                                      | Pascal Ackermann (GER)*                  | AB-6                                     |
| 126                                      | Joshua Stritzinger (GER)*                | 53e                                      |
| Directeur sportif : ?                    |                                          |                                          |

| Madison Genesis MGT   | Madison Genesis MGT   | Madison Genesis MGT |
| --------------------- | --------------------- | ------------------- |
| Num                   | Coureur               | Pos                 |
| 131                   | Michael Northey (NZL) | 47e                 |
| 132                   | Erick Rowsell (GBR)   | AB-3                |
| 133                   | Thomas Scully (NZL)   | 3e                  |
| 134                   | Mark McNally (GBR)    | 22e                 |
| 135                   | Thomas Stewart (GBR)  | 14e                 |
| 136                   | Dominic Jelfs (IRL)   | AB-6                |
| Directeur sportif : ? |                       |                     |

| Verandas Willems WIL  | Verandas Willems WIL     | Verandas Willems WIL |
| --------------------- | ------------------------ | -------------------- |
| Num                   | Coureur                  | Pos                  |
| 141                   | Gaëtan Bille (BEL)       | AB-6                 |
| 142                   | Olivier Pardini (BEL)    | 8e                   |
| 143                   | Dimitri Claeys (BEL)     | 1er                  |
| 144                   | Joeri Calleeuw (BEL)     | 32e                  |
| 145                   | Jérôme Kerf (BEL)*       | AB-6                 |
| 146                   | Stef Van Zummeren (BEL)* | 49e                  |
| Directeur sportif : ? |                          |                      |

| An Post-ChainReaction SKT | An Post-ChainReaction SKT  | An Post-ChainReaction SKT |
| ------------------------- | -------------------------- | ------------------------- |
| Num                       | Coureur                    | Pos                       |
| 151                       | Aidis Kruopis (LTU)        | AB-6                      |
| 152                       | Ryan Mullen (IRL)* (Route) | AB-6                      |
| 153                       | Xandro Meurisse (BEL)*     | 15e                       |
| 154                       | Alistair Slater (GBR)*     | 42e                       |
| 155                       | Joshua Edmondson (GBR)*    | AB-5                      |
| 156                       | Conor Dunne (IRL)*         | 61e                       |
| Directeur sportif : ?     |                            |                           |

| Joker TJO             | Joker TJO                  | Joker TJO |
| --------------------- | -------------------------- | --------- |
| Num                   | Coureur                    | Pos       |
| 161                   | Philip Lindau (SWE)*       | 51e       |
| 162                   | Edvin Wilson (SWE)         | 35e       |
| 163                   | Vegard Stake Laengen (NOR) | 12e       |
| 164                   | Bjørn Tore Hoem (NOR)*     | 26e       |
| 165                   | Daniel Hoelgaard (NOR)*    | 4e        |
| 166                   | Truls Engen Korsæth (NOR)* | AB-6      |
| Directeur sportif : ? |                            |           |

| Kinan KIN             | Kinan KIN                  | Kinan KIN |
| --------------------- | -------------------------- | --------- |
| Num                   | Coureur                    | Pos       |
| 171                   | Gregor Gazvoda (SLO) (Clm) | AB-3      |
| 172                   | Jai Crawford (AUS)         | 63e       |
| 173                   | Loïc Desriac (FRA)         | AB-5      |
| 174                   | Kenji Itami (JPN)          | AB-2      |
| 175                   | Ryōma Nonaka (JPN)         | AB-5      |
| 176                   | Kyohei Mizuno (JPN)        | AB-5      |
| Directeur sportif : ? |                            |           |

| Roth-Škoda ROT        | Roth-Škoda ROT                     | Roth-Škoda ROT |
| --------------------- | ---------------------------------- | -------------- |
| Num                   | Coureur                            | Pos            |
| 181                   | Miloš Borisavljević (SRB)* (Route) | AB-5           |
| 182                   | Michael Bresciani (ITA)*           | 44e            |
| 183                   | Dylan Page (SUI)*                  | 50e            |
| 184                   | Alberto Cecchin (ITA)              | 41e            |
| 185                   | Lukas Jaun (SUI)*                  | 36e            |
| 186                   | Yannick Eckmann (USA)*             | 64e            |
| Directeur sportif : ? |                                    |                |

| JLT Condor JLT        | JLT Condor JLT        | JLT Condor JLT |
| --------------------- | --------------------- | -------------- |
| Num                   | Coureur               | Pos            |
| 191                   | Thomas Moses (GBR)*   | NP-5           |
| 192                   | Kristian House (GBR)  | AB-6           |
| 193                   | Richard Handley (GBR) | AB-6           |
| 194                   | Harry Tanfield (GBR)* | AB-6           |
| 195                   | Michael Cuming (GBR)  | AB-5           |
| 196                   | Edward Clancy (GBR)   | AB-6           |
| Directeur sportif : ? |                       |                |

| MLP Bergstrasse TBJ   | MLP Bergstrasse TBJ      | MLP Bergstrasse TBJ |
| --------------------- | ------------------------ | ------------------- |
| Num                   | Coureur                  | Pos                 |
| 201                   | Kasper Asgreen (DEN)*    | NP-6                |
| 202                   | John Mandrysch (GER)*    | AB-1                |
| 203                   | Max Wörner (GER)*        | AB-5                |
| 204                   | Mike Egger (GER)*        | 27e                 |
| 205                   | Moritz Fussnegger (GER)* | AB-6                |
| 206                   | Eric Süssemilch (GER)*   | 57e                 |
| Directeur sportif : ? |                          |                     |

| Lotto-Soudal U23 LTU  | Lotto-Soudal U23 LTU         | Lotto-Soudal U23 LTU |
| --------------------- | ---------------------------- | -------------------- |
| Num                   | Coureur                      | Pos                  |
| 211                   | Jean-Albert Carnevali (BEL)* | AB-6                 |
| 212                   | Frederik Frison (BEL)*       | AB-6                 |
| 213                   | Mathias Krigbaum (DEN)*      | NP-3                 |
| 214                   | Hayden McCormick (NZL)*      | 16e                  |
| 215                   | Ruben Pols (BEL)*            | 46e                  |
| 216                   | Kenneth Van Rooy (BEL)*      | 19e                  |
| Directeur sportif : ? |                              |                      |

| 3M MMM                | 3M MMM                   | 3M MMM |
| --------------------- | ------------------------ | ------ |
| Num                   | Coureur                  | Pos    |
| 221                   | Gertjan De Vos (BEL)*    | 24e    |
| 222                   | Connor McConvey (IRL)    | 20e    |
| 223                   | Elliott Porter (GBR)*    | AB-6   |
| 224                   | Jake Tanner (GBR)*       | 56e    |
| 225                   | Tim Vanspeybroeck (BEL)* | 37e    |
| 226                   | Nicolas Vereecken (BEL)  | 7e     |
| Directeur sportif : ? |                          |        |

| Join-S-De Rijke RIJ   | Join-S-De Rijke RIJ       | Join-S-De Rijke RIJ |
| --------------------- | ------------------------- | ------------------- |
| Num                   | Coureur                   | Pos                 |
| 231                   | Jetse Bol (NED)           | 21e                 |
| 232                   | Coen Vermeltfoort (NED)   | 11e                 |
| 233                   | Wouter Mol (NED)          | AB-6                |
| 234                   | Ronan van Zandbeek (NED)  | 23e                 |
| 235                   | Taco van der Hoorn (NED)* | 34e                 |
| 236                   | Kobus Hereijgers (NED)    | 30e                 |
| Directeur sportif : ? |                           |                     |